# Drapeau du Bénin
Le drapeau du Bénin est le drapeau national et le pavillon national de la République du Bénin depuis le 16 novembre 1959. Il arbore les trois couleurs panafricaines empruntées au drapeau de l'Éthiopie, la nation africaine qui avait le plus longtemps résisté à la colonisation européenne.

## Description

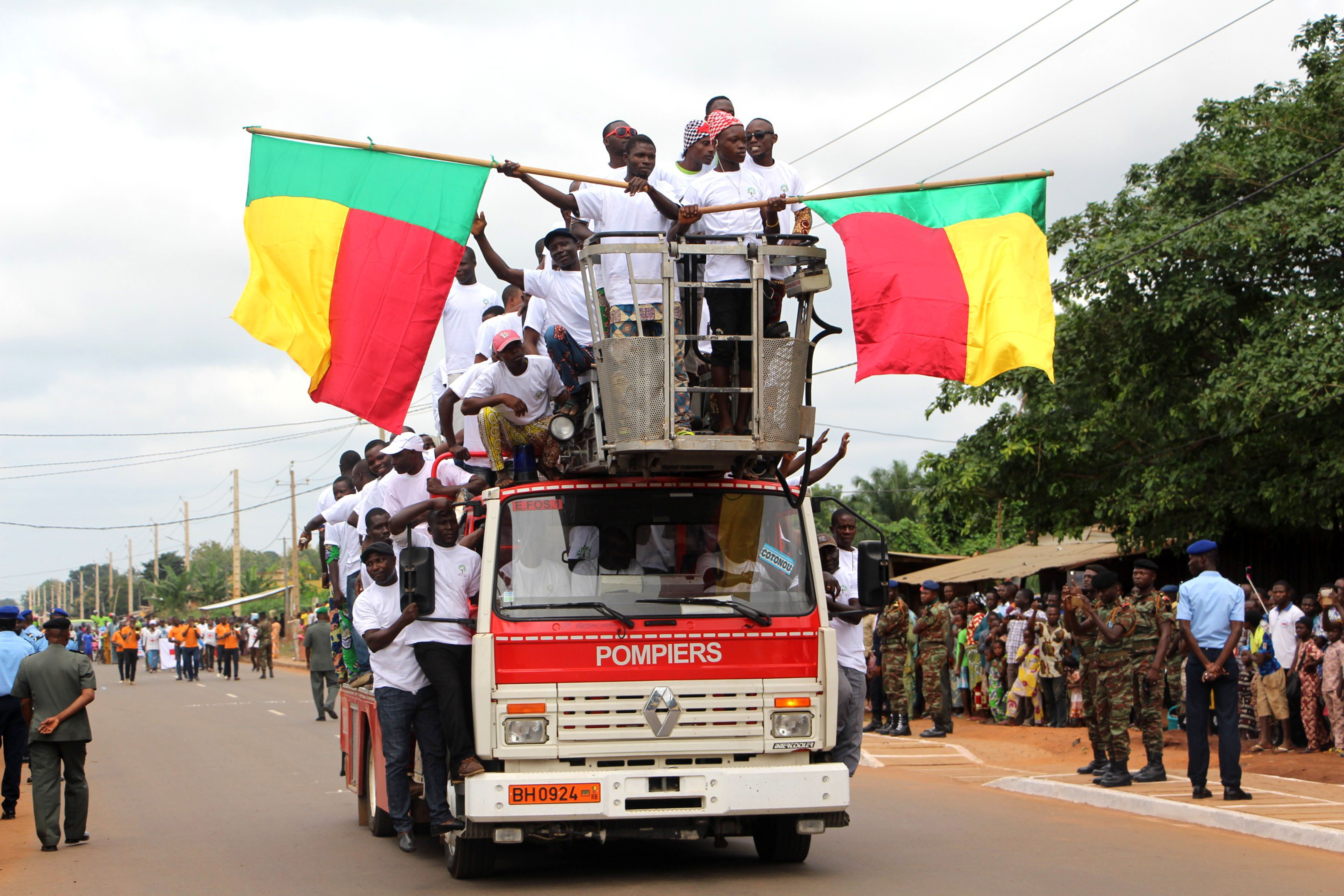
Défilé civil lors du jour de l'Indépendance.

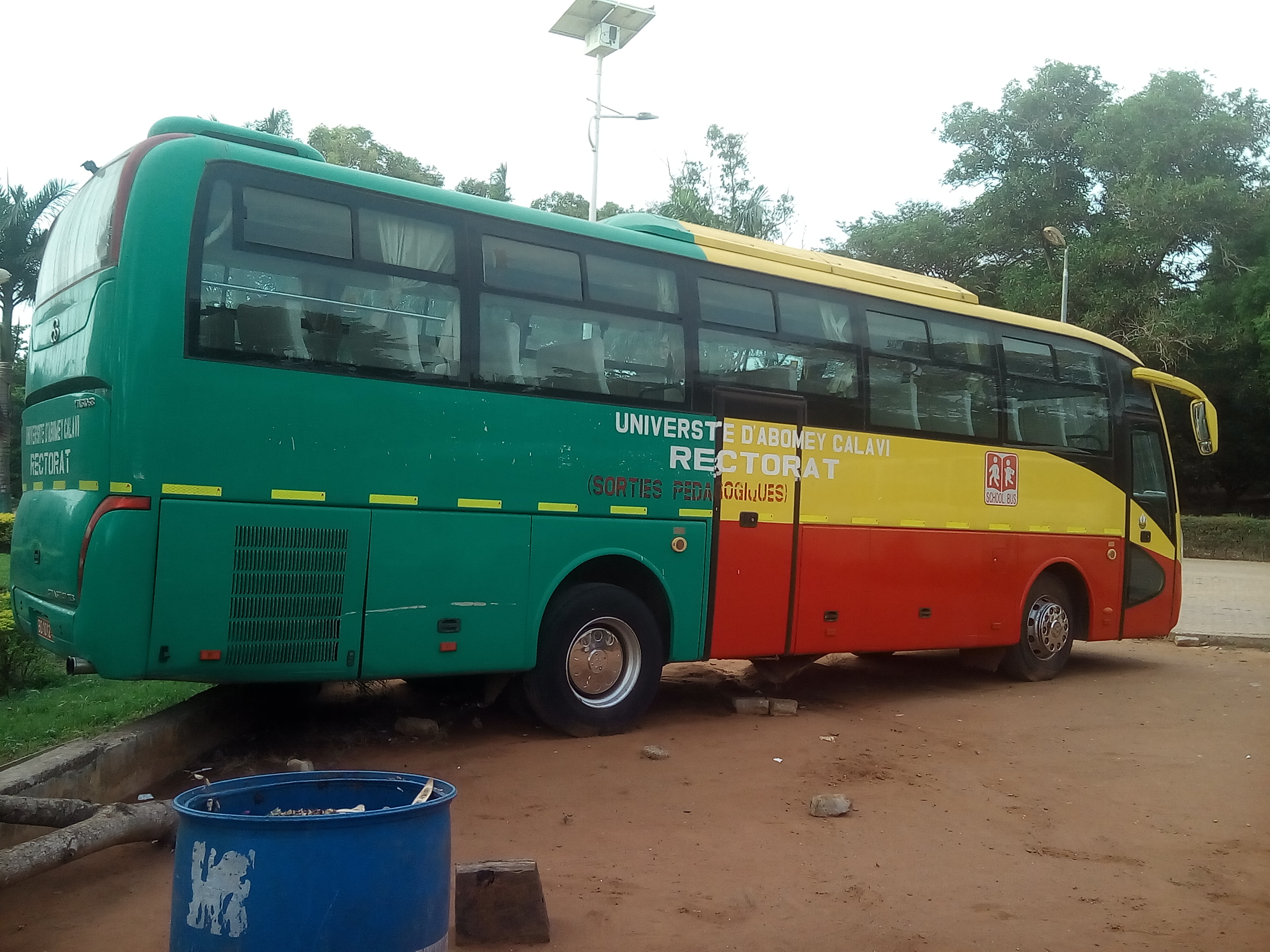
Bus de l'université d'Abomey-Calavi peint aux couleurs nationales.

Il est composé d'une bande verticale verte le long de la hampe, de largeur égale aux 2/5 de la longueur totale du drapeau, et de deux bandes horizontales d'égale largeur, jaune au-dessus et rouge au-dessous.
L'article premier de la constitution béninoise de 1990 le décrit ainsi : « L’Emblème national est le drapeau tricolore vert, jaune et rouge. En partant de la hampe, une bande verte sur toute la hauteur et sur les deux cinquièmes de sa longueur, deux bandes horizontales égales : la supérieure jaune, l’inférieure rouge. »

## Symbolique
La signification des couleurs est expliquée dans l'hymne national du Bénin, L'Aube nouvelle : « Dans le vert, tu liras l'espoir du renouveau ; de tes aïeux le rouge évoque le courage ; des plus riches trésors, le jaune est le présage. »

## Histoire

Drapeau de la République populaire du Bénin (1975-1990)

Le drapeau actuel est adopté le 16 novembre 1959 et utilisé pour la première fois le 1er août 1960. À cette époque, le pays s'appelle le Dahomey. Le drapeau tricolore est abandonné en 1975 pendant la période marxiste de Mathieu Kérékou. Le pays prend alors le nom de République populaire du Bénin et adopte, le 2 janvier 1976, un drapeau vert à étoile rouge, en haut à la hampe. À la fin de la période marxiste, à partir du 1er août 1990, le pays décide de conserver le nom de Bénin mais retrouve son ancien drapeau tricolore.